# Fort Duquesne

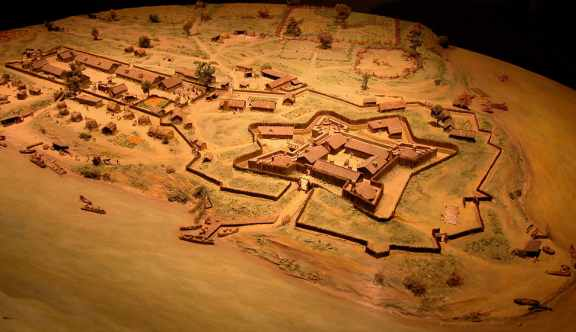
Model van Fort Duquesne

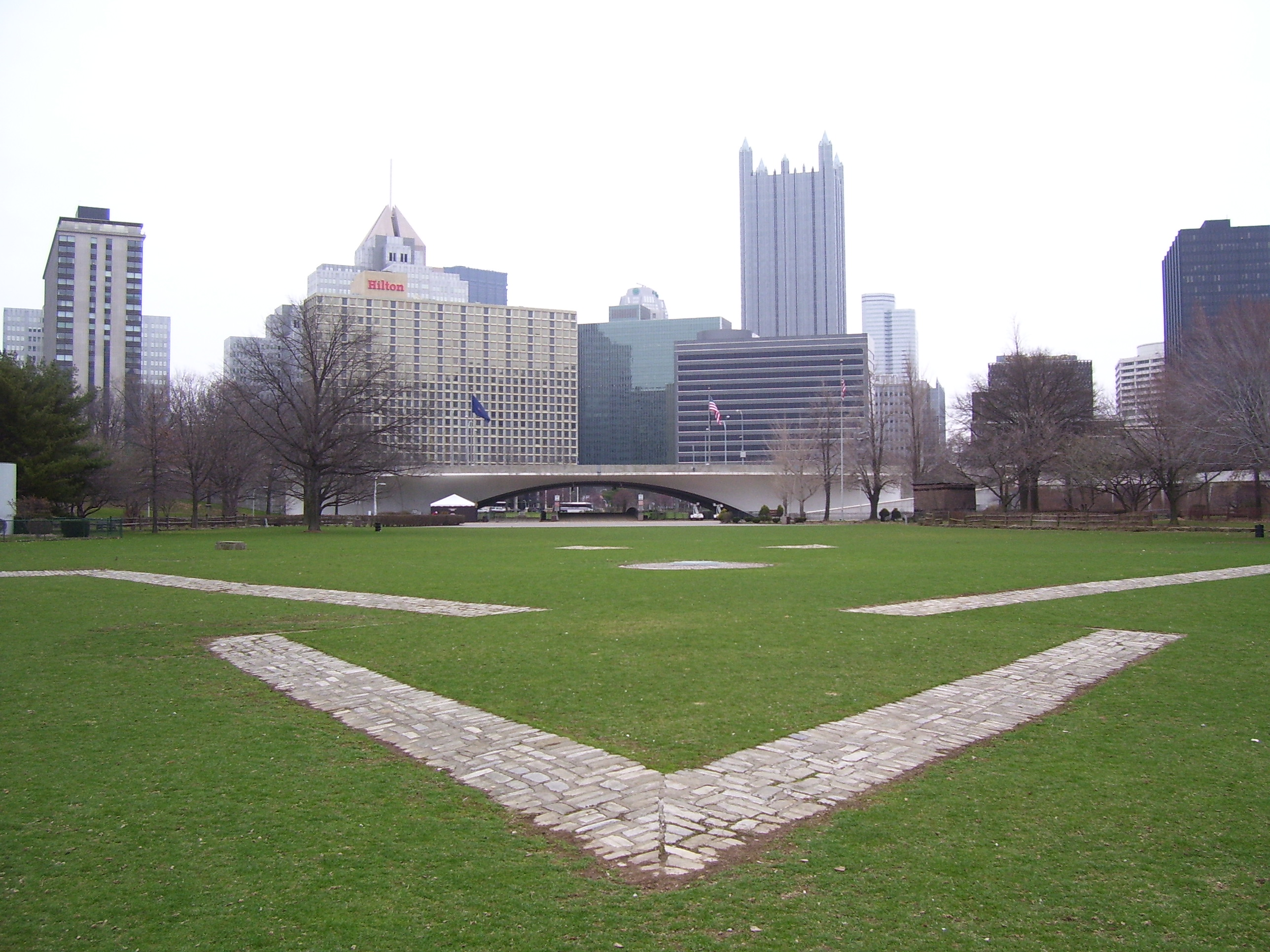
De voormalige locatie van het fort in Point State Park

Fort Duquesne (oorspronkelijk Fort Du Quesne) was een fort opgericht door de Fransen in 1754 in wat nu het centrum van Pittsburgh is.

## Geschiedenis
Fort Duquesne werd gebouwd op een puntstuk waar de Allegheny en Monongahela samenkomen en de rivier de Ohio vormen. Het fort had als doel de handel te verbeteren. De Brit William Trent had in 1740, niet ver van het fort, een succesvolle handelspost opgezet om te kunnen handelen met omliggende indiaanse dorpen. Zowel de Britten als de Fransen zouden ermee hun voordeel kunnen halen. De Fransen beweerden dat het gebied van hen was, omdat het binnen het stroomgebied van de rivier de Mississippi viel.
Begin 1750 begonnen de Fransen met de bouw van verschillende forten. Ze begonnen met de bouw van Fort Presque gevolgd door Fort Le Boeuf. Robert Dinwiddie, luitenant-gouverneur van Virginia, zag dit als een bedreiging, omdat grote stukken grondgebied door de Fransen opgeëist werden. In de herfst van 1753 stuurde Dinwiddie een jonge bode, George Washington, naar het gebied om een brief aan de Franse bevelhebber te leveren. Hierin vroeg hij de Fransen te vertrekken uit de gebieden. In december bereikte Washington Fort Le Boeuf, waar hij beleefd afgewezen en teruggestuurd werd. Dit was het begin van de Franse en Indiaanse Oorlog (1754-1763).
Fort Duquesne werd verwoest en vervangen door Fort Pitt in 1758. De plek maakt nu deel uit van Point State Park.